# Two of a Kind (film 1922)
Two of a Kind è un cortometraggio muto del 1922 scritto, sceneggiato e diretto da Tom Buckingham.

## Produzione
Il film fu prodotto dalla Century Film.

## Distribuzione
Distribuito dall'Universal Film Manufacturing Company, il film - un cortometraggio in due bobine - uscì nelle sale cinematografiche USA il 29 marzo 1922.